# Hymenopenaeus chacei
Hymenopenaeus chacei är en kräftdjursart som beskrevs av Crosnier och Forest 1969. Hymenopenaeus chacei ingår i släktet Hymenopenaeus och familjen Solenoceridae. Inga underarter finns listade i Catalogue of Life.